# Kiremu
Kiremu est un woreda de l'ouest de l'Éthiopie, situé dans la zone Misraq Welega de la région Oromia. Absent du recensement national de 2007, il reprend la partie nord-est de l'ancien woreda Gida Kiremu.
Bordé au nord par le Nil Bleu qui le sépare de la région Amhara, limitrophe de la région Benishangul-Gumuz et de la zone Horo Guduru Welega de la région Oromia, le woreda Kiremu forme l'extrémité nord-est de la zone Misraq Welega.
Le woreda porte le nom de son centre administratif, la localité de Kiremu, autrefois rattachée à Gida Kiremu et qui comptait 2 948 habitants au recensement national de 2007.
Il a pour voisins Amuru, Jarte Jardega et Abe Dongoro dans la zone Horo Guduru Welega et Gida Ayana dans la zone Misraq Welega